# Alfabeto guaraní
El achegety o alfabeto guaraní proviene de Paraguay y es una forma de escritura basada en el alfabeto latino, utilizado para el idioma guaraní. Algunas letras fueron adaptadas por los requerimientos fonéticos de la lengua empleando dígrafos y diacríticos como el acento nasal (  ̃) y el acento agudo (´), y la (H) la cual se pronuncia como la (J), la (J) que se pronucia como la (J) en inglés y la (Y), que tiene una pronunciación imposible de escribir en español (ɨˈ). Para las personas con discapacidad visual existe además un braille guaraní.
En Paraguay, la llamada ley de lenguas de 2013 encarga a la Academia de la Lengua Guaraní no solo la labor de normativizar el guaraní desde un criterio científico sino también, establecer el alfabeto guaraní basándose en el usado en la Convención Constituyente de 1992 que redactó la Constitución de Paraguay.

## Letras
El alfabeto guaraní en orden es el siguiente:
| Mayúsculas | A | Ã | Ch | E | Ẽ | G | G̃ | H | I | Ĩ | J | K | L | M | Mb | N | Nd | Ng | Nt | Ñ | O | Õ | P | R | Rr | S | T | U | Ũ | V | Y | Ỹ | Ꞌ |
| Minúsculas | a | ã | ch | e | ẽ | g | g̃ | h | i | ĩ | j | k | l | m | mb | n | nd | ng | nt | ñ | o | õ | p | r | rr | s | t | u | ũ | v | y | ỹ | ꞌ |

Las letras A, E, I, O, U, Y denotan seis sonidos vocálicos; las variantes con tilde son nasales. El signo similar a un apóstrofo o comilla simple " ꞌ " es un saltillo (su punto unicode es U+A78B para mayúscula y U+A78C para minúscula) en guaraní adopta el nombre de "puso", representa una parada glotal. El resto de las letras (incluyendo "Ñ", "G̃", y los dígrafos) son consonantes.
Las letras latinas B, C y D se usan sólo como componentes de dígrafos, mientras que F, Q, W, X y Z no existen en el idioma. La letra L, El dígrafo Nt y el dígrafo Rr sólo se usan en palabras tomadas del español, con influencia de la fonología del español, u onomatopeyas no verbales. El dígrafo Ll no se usa.
Algunas letras se pronuncian de forma particular, como la "H" y la "J", que se pronuncian de forma similar a la "J" y la "Y" en español, respectivamente.

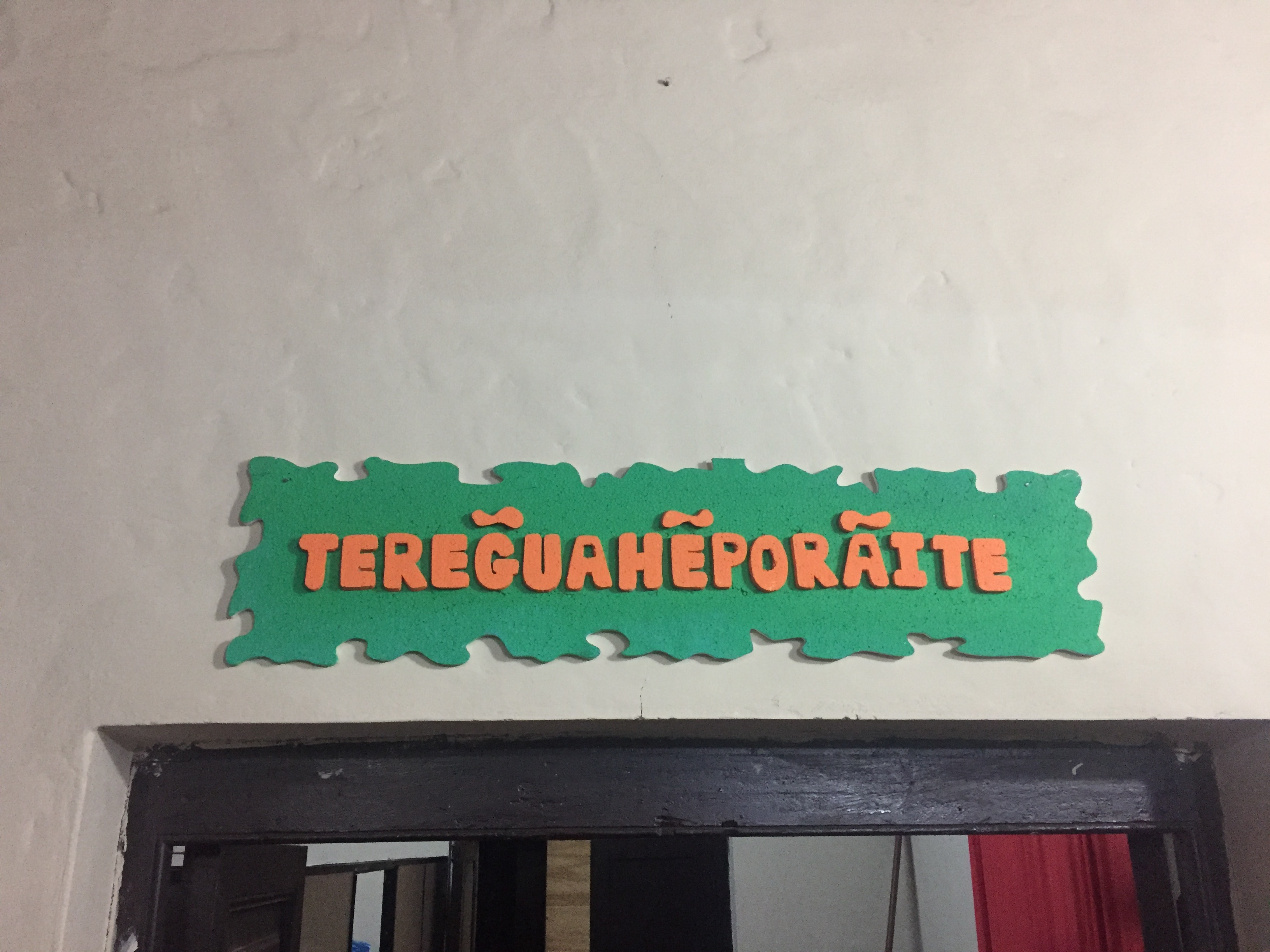
Ejemplo de un cartel de bienvenida en guaraní ("Tereg̃uahẽporãite"), se aprecian la G, la E y la A nasales.)

La tilde nasal se identifica con la virgulilla (~). Se reemplaza la tilde nasal por el símbolo (~), ya que en ninguna fuente figura como acento para todas las vocales, y las consonantes que llevan tilde nasal se cambiaron de color para que las identifique.
Vocales (Puꞌae): fonema con sonido oral o nasal. Son 12 que se clasifican en 5 orales, 5 nasales, 1 gutural y 1 gutonasal.
Vocales orales (Puꞌae jurugua): A - E - I - O - U
Vocales nasales (Puꞌae tĩgua): Ã - Ẽ - Ĩ - Õ - Ũ
Vocal gutural (Puꞌae ahyꞌogua): Y
Vocal gutonasal (Puꞌae ahyꞌotĩgua): Ỹ
Consonantes (Pundie): fonema con sonido modificado.
Consonantes orales (Pundie jurugua): CH - G - H - J - K - L - P - R - Rr - S - T - V - Ꞌ (puso)
Consonantes nasales (Pundie tĩgua): G̃ - M - N - Ñ
Consonantes naso-orales (Pundie tĩjurugua): Mb - Nd - Ng - Nt
En guaraní las palabras se dividen en orales y nasales. Las nasales son aquellas que están compuestas por alguna vocal o consonante nasal. Ej: akã - porã - kuñataĩ - hembireko. Las orales son aquellas que no contienen vocales ni consonantes nasales. Ej: rajy - túva - sy - arapoty. Las consonantes se leen en guaraní agregándole la letra "e". Ej: le, me, ne, re
Lo que en español sería: ele, eme, ene, ere. La excepción es la consonante (puso)

Consonantes con sonidos diferentes
La consonante H suena como en el vocablo inglés help. En guaraní: hái (agrio), huꞌu (tos).
La J suena como la "ye" española, no tan arrastrada. Ej: jagua (perro), juru (boca).
La K sustituye a la "C" y a la "Q" del español. Ej: kaꞌa (yerba), kua (agujero).
La G se lee como "gue" (guerra), y conserva su sonido con todas las vocales. Ej: guyra (ave, pájaro), ange (hoy).
El puso (ꞌ) es glotal: De "pu", sonido, y "so", soltar o separar. En el silabeo acompaña a la vocal que le sigue. Su efecto es el resultante de una síncopa en el ritmo de la palabra. Ej: soꞌo (carne), suꞌu (morder). Silabeo: so -ꞌo su -ꞌu.

## Diacríticos
El acento agudo "´" se usa como en español, y es llamado muanduhe. Cuando se omite, el acento recae sobre la última sílaba: syva [sɨ'ʋa] ("frente"), áva ['a.ʋa] ("cabello"), tata [ta'ta] ("fuego"), tãi [tãj] ("diente").
El acento (muanduhe): En guaraní ninguna palabra termina en consonante y casi todas llevan acento en la última vocal y no se tilda (acento gráfico).
Se escribe: tape: camino tata: fuego. Y se lee: tapé tatá
El acento gráfico se usa cuando la vocal acentuada no es la final. Se lee y se escribe: áva: cabello tái: picante.
Las variantes con tilde de Ẽ, Ĩ, Ũ, Ỹ, y G̃ suelen cambiarse por un circunflejo (^), debido a la imposibilidad de algunas fuentes de reproducirlos.

## Topónimos y nombres propios
Hay muchos topónimos y algunos nombres propios derivados de este idioma en Paraguay, Argentina, Brasil, Bolivia y Uruguay. Estos se escriben normalmente de acuerdo con los sistemas español y portugués, y su pronunciación ha cambiado considerablemente a lo largo de los siglos, hasta el punto de que en algunas ocasiones ya no pueden ser entendidos por los hablantes del guaraní.